# Mirco Gubellini
Mirco Gubellini (Modena, 29 giugno 1970) è un ex calciatore italiano, di ruolo attaccante.

## Carriera
Ha cominciato la carriera nelle giovanili del Centese, esordendo in Serie C2. Successivamente viene ceduto prima in prestito alla Sampdoria (che nella stagione 1988-1989 arriva quinta in campionato e vince la Coppa Italia), senza però esordire in Serie A, al Lecco, al Crevalcore, e nella stagione 1994-1995 alla Triestina. Qui riesce a segnare 55 reti fino alla stagione 2003-2004. L'unica parentesi non triestina è il prestito alla SPAL nell'autunno 1996.
Nella prima parte del campionato 1996-1997 riuscì a segnare quattro reti all'Arezzo, la partita finì sul 5-1.
Contro la Lucchese (a Lucca nella partita di ritorno), nella stagione 2001-2002, si procura un rigore fondamentale durante i supplementari, validi per la promozione in Serie B, portando la squadra alabardata sul 3-2 momentaneo per i giocatori di casa. Successivamente la Triestina riuscì a pareggiare e passò per somma di goal nelle due partite di finale (5-3).
Nell'estate 2002 va 15 giorni negli Stati Uniti per giocare con i Metro Stars ma decide poi di ritornare a Trieste anche per motivi familiari. In Serie B nello splendido campionato 2002/2003 disputato dalla squadra, Mirco gioca 19 gare segnando 5 gol: uno importantissimo contro il Palermo del 2-1 finale al 95', il 3-0 sul Cagliari, un gol con il Verona del 1-0 iniziale (3-1 il finale), con la Ternana al Rocco il gol del 3-1 momentaneo (poi finita 4-3) e l'ultima rete realizzata in una gara ufficiale con la maglia dell'Unione, a Messina, del 1-2 che per pochi minuti aveva fatto sognare la Serie A poi svanita causa anche il pari a tempo scaduto dei siciliani. In Coppa Italia invece gioca tutte le partite, scendendo in campo anche nel doppio confronto con la Roma, dove si procura il rigore del momentaneo 1-0 ( 1-1 il finale) all'andata, ma sbagliando uno dei rigori al ritorno (infatti la Roma passò solo dopo i rigori).
È stato uno dei giocatori simbolo per tifosi e società nella storia della Triestina degli anni novanta e inizio anni 2000, collezionando 200 presenze e 59 reti in maglia alabardata.
Negli ultimi anni ha lavorato nel settore giovanile del Milan, scoprendo talenti in Florida per il progetto Milan Junior Camp.

## Palmarès

### Club

#### Competizioni nazionali
- Coppa Italia: 1

Sampdoria: 1988-1989